# Einstein-Meile
Die Einstein-Meile war ein Teilstück des Boulevards Unter den Linden im Berliner Ortsteil Mitte, der zum Einstein-Jahr 2005 am 12. April 2005 von der Ministerin für Bildung und Forschung, Edelgard Bulmahn eröffnet wurde. Bis zum September 2005 standen auf dem breiten mittleren Fußgängerstreifen zwischen dem Brandenburger Tor und dem Alexanderplatz 16 dreidimensionale rund 2,50 Meter hohe knallrote Buchstaben „E“ nach Entwürfen des Berliner Architekturbüros neo.studio, die mit Informationen zu Einsteins Theorien und zu seinem Leben beschriftet waren.

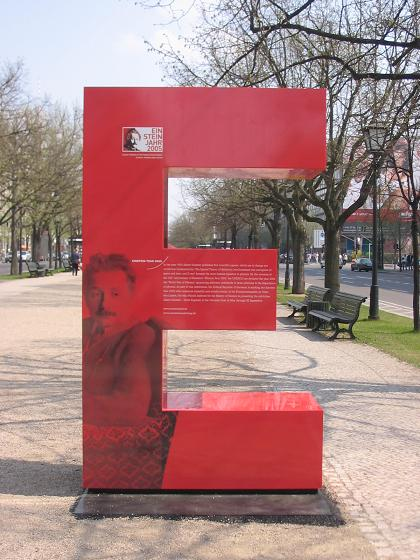
Einstein-„E“ (Unter den Linden)

Das erste „E“ hielt beispielsweise die Information bereit, dass Einstein 1914 mit großer Skepsis nach Berlin kam. Die letzten Monumente verweisen auf seine Emigration, zu der ihn die politischen Verhältnisse 1932 veranlassten. Sein geliebtes, 1929 errichtetes, hölzernes Refugium in Caputh und seine Yacht am See hatte er deshalb nur drei Sommer lang genießen können. Ein Informationsteil galt der Speziellen Relativitätstheorie, die den Anlass für das Einsteinjahr 2005 bildeten, da im Annus mirabilis genannten Jahre 1905 unter anderem Einsteins bahnbrechende Arbeit mit dem Titel Zur Elektrodynamik bewegter Körper erschien, deren Inhalt heute als Spezielle Relativitätstheorie bezeichnet wird. Das Einsteinjahr 2005 war der deutsche Beitrag für das World Year of Physics 2005 unter der Schirmherrschaft der UNESCO.
In ihrer Eröffnungsrede stellte Ministerin Bulmahn die Vorbildfunktion Einsteins heraus:

„Das Einsteinjahr 2005 will dazu beitragen, insbesondere junge Menschen für Wissenschaft zu interessieren. Wir brauchen mehr wissenschaftlichen Nachwuchs, junge Menschen, die engagiert und fragend an die Probleme herangehen und mit Entschlusskraft Lösungen entwickeln. Querdenkend, hinterfragend und innovativ. Dafür ist Einstein Vorbild.“

Am Pfingstmontag, dem 16. Mai 2005, begann im Kronprinzenpalais Unter den Linden eine Ausstellung des Max-Planck-Institutes für Wissenschaftsgeschichte mit dem Titel Albert Einstein – Ingenieur des Universums. Dieses laut Ausstellungsleiter Jürgen Renn Herzstück des Einsteinjahres eröffnete am gleichen Tag mit dem Einstein-Meilen-Fest.